# Wehrhain
Wehrhain ist ein Stadtteil der Stadt Schlieben in Brandenburg. Der Ort hat  257 Einwohner (Stand 1. Januar 2000) auf einer Fläche von 817 Hektar. Er liegt etwa zwei Kilometer östlich der Kernstadt.

## Geschichte
Bis zum 1. Januar 1938 trug der Ort den Namen Werchluga, der im Rahmen der nationalsozialistischen Germanisierung sorbischstämmiger Ortsnamen durch den frei erfundenen Namen „Wehrhain“ ersetzt wurde. Der Name Werchluga kann als Ort am Sumpf gedeutet werden.
1525 wurden 780 Weiden gepflanzt, 1533 weitere 90. Vermutlich gab es einen reichen Obstanbau. Eichen und Birken sicherten den Holzbedarf. Es gab eine Mühle im Ort und eine Schmiede. Der Ort hatte keinen eigenen Friedhof. Es gab ein Bethaus im Dorf, das ab 1800 als Schule genutzt wurde. Einer der ersten Lehrer war von Beruf Schuster. Er betrieb sein Handwerk während des Unterrichts und nutzte den Knieriemen zur Züchtigung der Schüler. In den Jahren nach dem Zweiten Weltkrieg musste die Schule des Öfteren aufgrund von Seuchen, Mangel an Brennstoffen zur Heizung, sowie baulicher Mängel schließen. 1946 arbeitete der spätere Schriftsteller Werner Heiduczek als Neulehrer in Wehrhain.
Die Bauern lebten unter anderem vom Hopfenanbau und Torfstechen.
Am 1. November 2001 wurde Wehrhain nach Schlieben eingemeindet.

### Mühlengeschichte
Für das Jahr 1820 sind eine Wasser- und eine Windmühle erwähnt. 1850 wird ein Müller Lehmann genannt, 1906 ist nur noch eine Mühle auf den Messtischblättern zu erkennen. Die letzte Mühle, eine sehr seltene Erdholländermühle, gehörte 1926/18 Hugo Türk. Seine Nachfahren betrieben die Mühle bis in die 1970er Jahre. Seit den 1980er Jahren stand die Mühle ohne Flügel dem Verfall preisgegeben. Rettungsversuche waren erfolglos. Die Besitzer hatten letztlich einen Antrag auf Abriss gestellt.
In der Nacht vom 31. Dezember 2010 zum 1. Januar 2011 wurde das Wahrzeichen von Wehrhain, die alte Mühle, gegen 1:15 Uhr durch ein Feuer zerstört.

Die einstige Wehrhainer Erdholländerwindmühle.
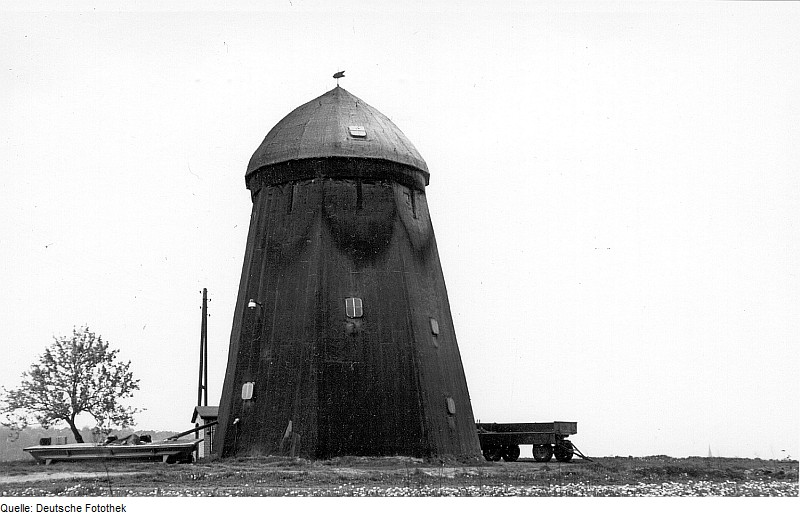
Zustand im Jahre 1977.
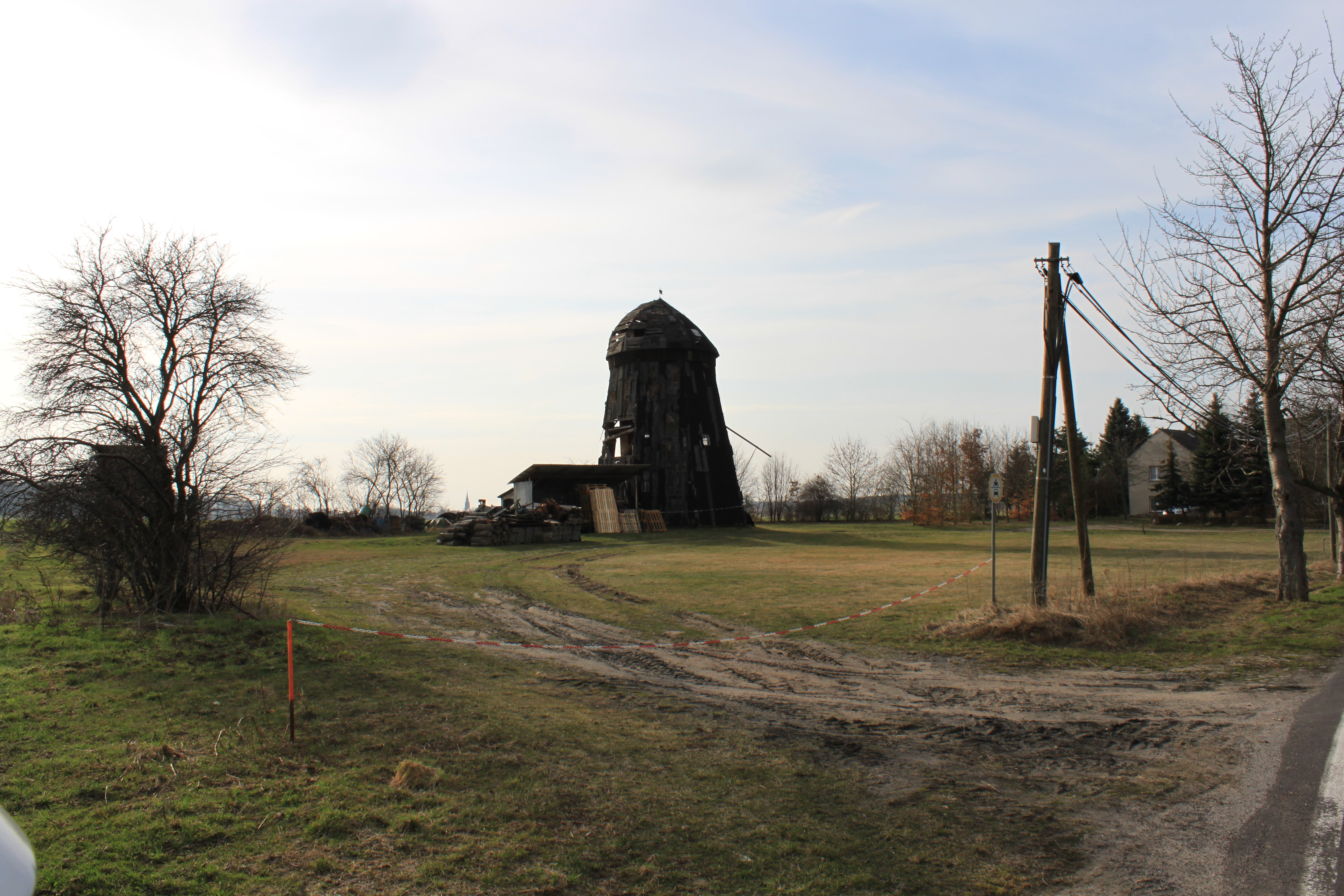
Zustand im März 2010
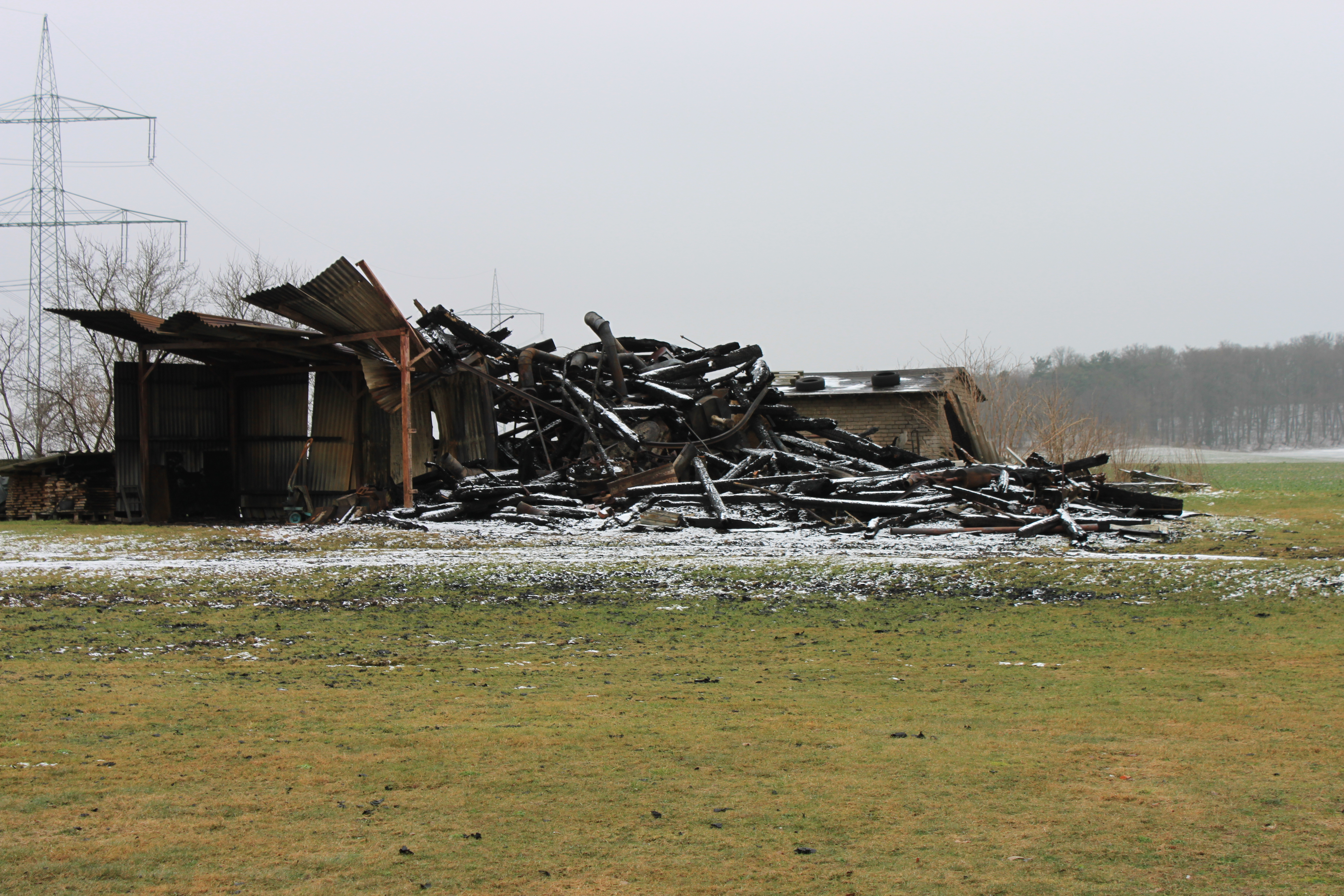
Reste der Mühle nach dem Brand im Januar 2011

## Kultur und Sehenswürdigkeiten
Im örtlichen Denkmalliste ist das Gebäude in der Lindenstraße 13 eingetragen. Es ist an der nordöstlichen Seite des Angers zu finden. Dabei handelt es sich um einen 1 1⁄2-geschossigen Ziegelbau mit Satteldach.
Weiters ist im Ort ein Gefallenendenkmal für die im Ersten Weltkrieg gefallenen und vermissten Dorfbewohner zu finden. Das Denkmal besteht aus einer auf einem dreistufigen Sockel befindlichen Stele. An den Seiten sind die Namen der Gefallenen eingelassen. An zwei weiteren Seiten des Denkmals finden sich die Inschriften: „Der Tod fürs Vaterland ist ewiger Verehrung wert.“ sowie „Unseren im Weltkrieg Gebliebenen – Errichtet im Jahre 1921“.

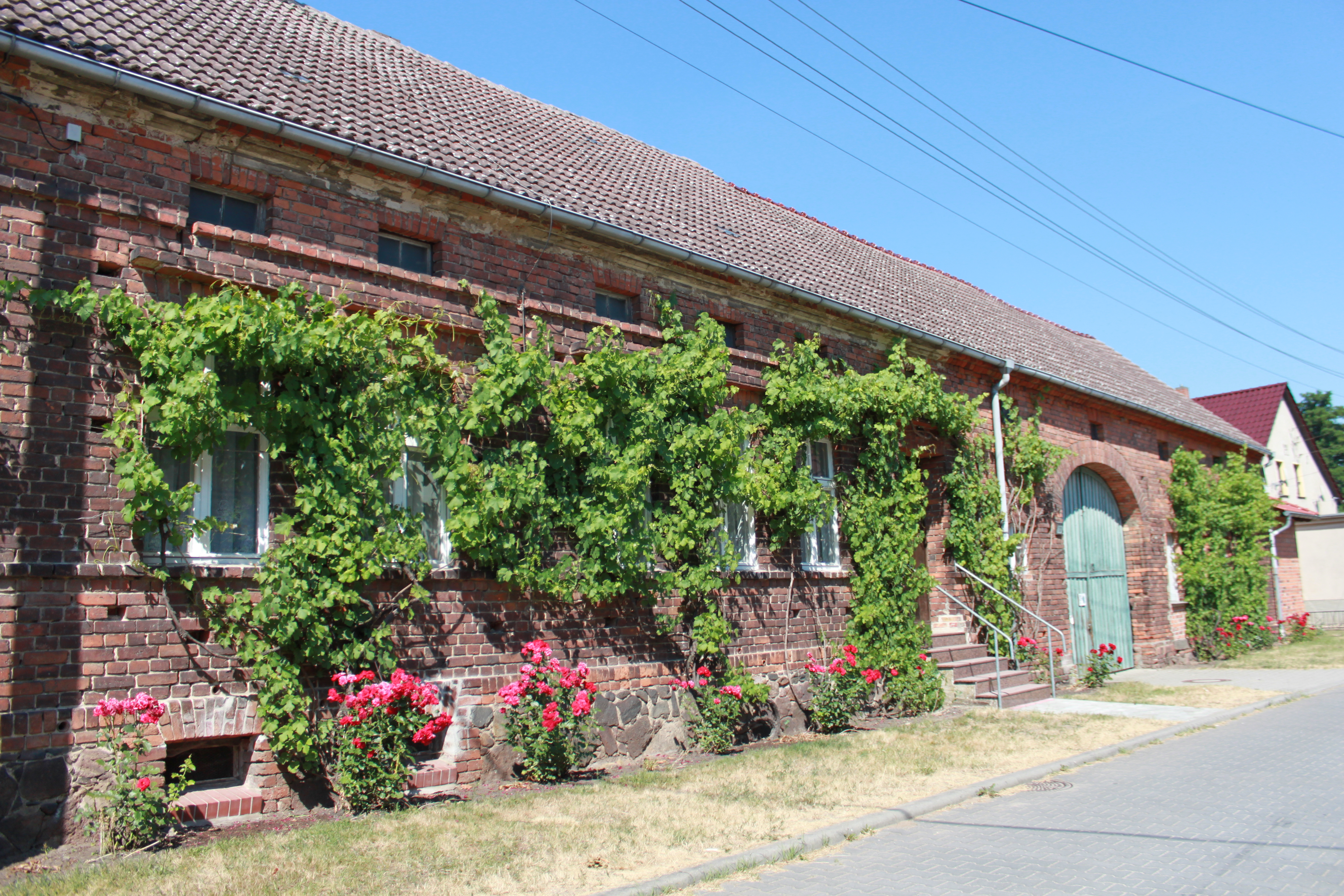
Das Baudenkmal in der Lindenstraße 13.
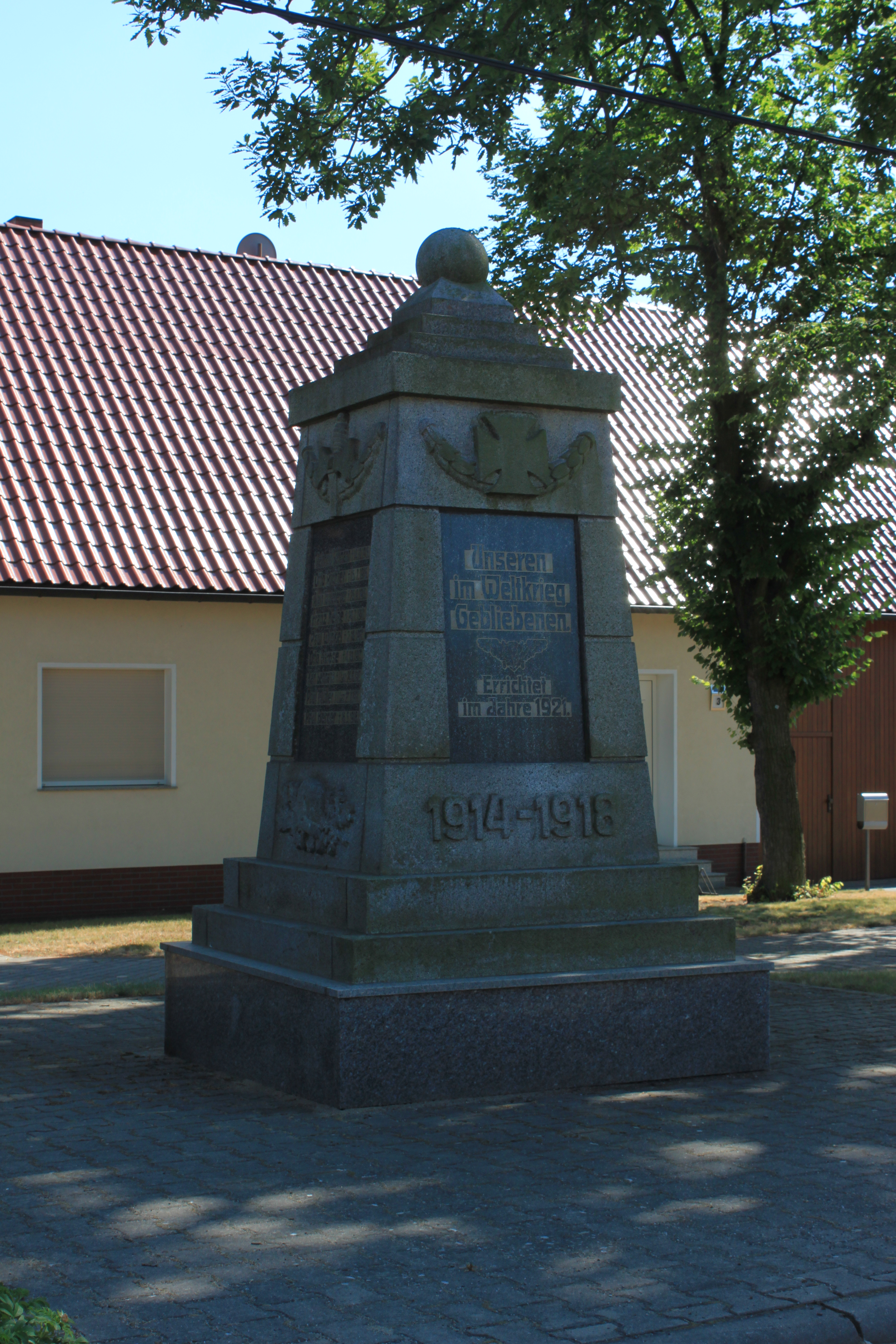
Gefallenendenkmal.

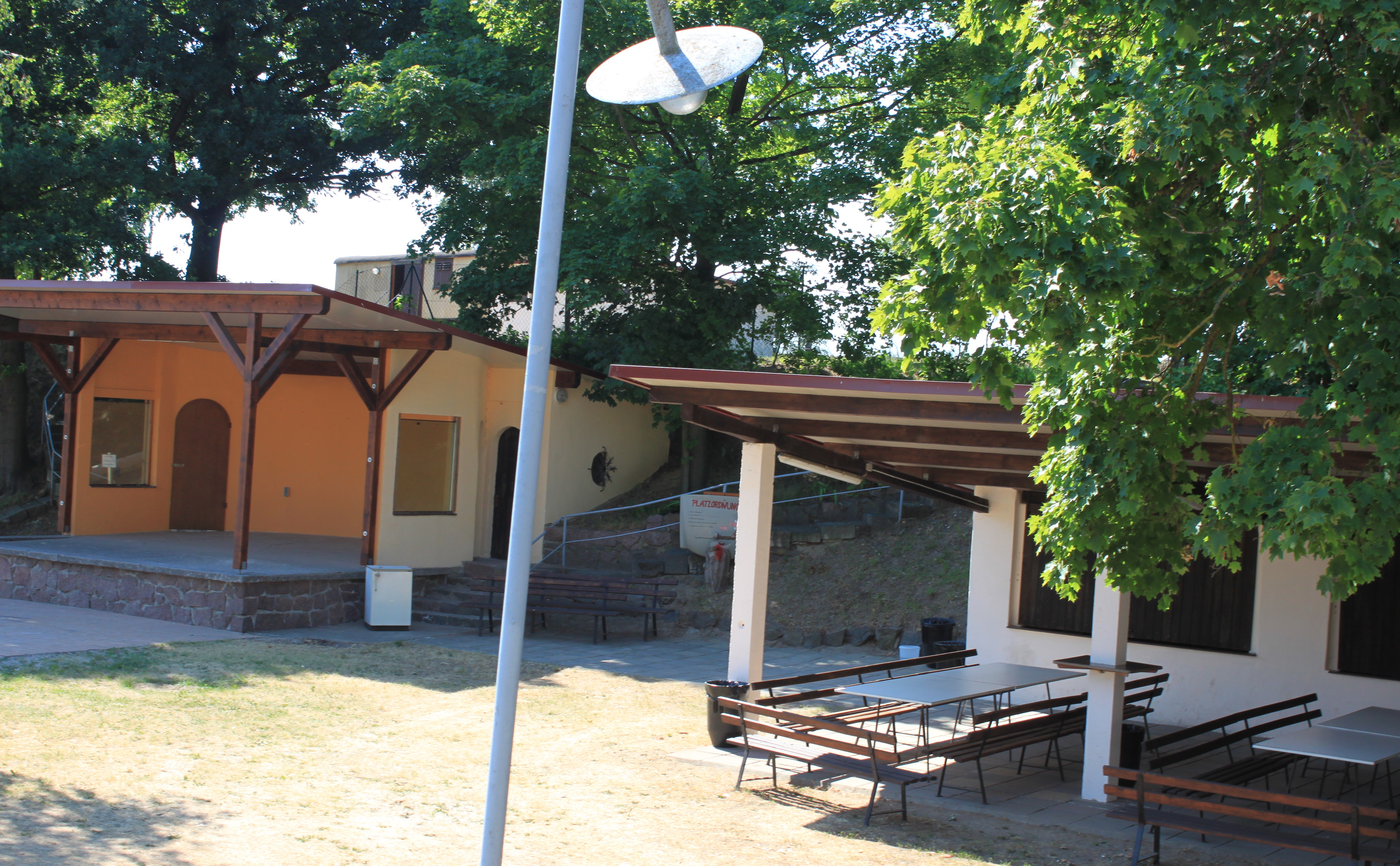
Freilichtbühne (2010)

Der Motorradstammtisch lädt traditionell seit 1991 am zweiten Juli-Wochenende zum größten Fest in Wehrhain, dem Motorradtreffen, auf dem Sportplatz, dem Loch ein. Eine Freilichtbühne, ein Ausschank, eine Tanzfläche, eine Kegelbahn und sanitäre Einrichtungen ermöglichen seit einigen Jahren erfolgreiche Veranstaltungen im Loch. Dort findet auch das jährlich im September von der Dorfjugend ausgerichtete Fußballturnier statt. 
Im Februar finden sich vorwiegend junge Einwohner beim traditionellen Zempern in Kostümen zusammen, um durch das Dorf zu ziehen und allerlei Speis, Trank und Geld einzusammeln.

## Wirtschaft
Im Ort sind einige mittelständische Handwerks- und Dienstleistungs-Unternehmen ansässig.